# ITPK1
ITPK1 (англ. Inositol-tetrakisphosphate 1-kinase) – білок, який кодується однойменним геном, розташованим у людей на короткому плечі 14-ї хромосоми. Довжина поліпептидного ланцюга білка становить 414 амінокислот, а молекулярна маса — 45 621.
| 10         |  | 20         |  | 30         |  | 40         |  | 50         |
| ---------- |  | ---------- |  | ---------- |  | ---------- |  | ---------- |
| MQTFLKGKRV |  | GYWLSEKKIK |  | KLNFQAFAEL |  | CRKRGMEVVQ |  | LNLSRPIEEQ |
| GPLDVIIHKL |  | TDVILEADQN |  | DSQSLELVHR |  | FQEYIDAHPE |  | TIVLDPLPAI |
| RTLLDRSKSY |  | ELIRKIEAYM |  | EDDRICSPPF |  | MELTSLCGDD |  | TMRLLEKNGL |
| TFPFICKTRV |  | AHGTNSHEMA |  | IVFNQEGLNA |  | IQPPCVVQNF |  | INHNAVLYKV |
| FVVGESYTVV |  | QRPSLKNFSA |  | GTSDRESIFF |  | NSHNVSKPES |  | SSVLTELDKI |
| EGVFERPSDE |  | VIRELSRALR |  | QALGVSLFGI |  | DIIINNQTGQ |  | HAVIDINAFP |
| GYEGVSEFFT |  | DLLNHIATVL |  | QGQSTAMAAT |  | GDVALLRHSK |  | LLAEPAGGLV |
| GERTCSASPG |  | CCGSMMGQDA |  | PWKAEADAGG |  | TAKLPHQRLG |  | CNAGVSPSFQ |
| QHCVASLATK |  | ASSQ       |  |            |  |            |  |            |

A: Аланін

C: Цистеїн

D: Аспарагінова кислота

E: Глутамінова кислота

F: Фенілаланін

G: Гліцин

H: Гістидин

I: Ізолейцин

K: Лізин

L: Лейцин

M: Метіонін

N: Аспарагін

P: Пролін

Q: Глутамін

R: Аргінін

S: Серин

T: Треонін

V: Валін

W: Триптофан

Кодований геном білок за функціями належить до трансфераз, гідролаз, ізомераз, кіназ, фосфопротеїнів. 
Задіяний у таких біологічних процесах, як ацетилювання, альтернативний сплайсинг. 
Білок має сайт для зв'язування з АТФ, нуклеотидами, іонами металів, іоном магнію. 